# Versões da língua portuguesa
Apesar de sua superior unidade e, à semelhança de todos os idiomas falados em países distantes uns dos outros, a Norma-Padrão do português apresenta variações em Portugal, Brasil, nos Países Africanos de Língua Oficial Portuguesa (PALOP), Timor-Leste e noutros territórios asiáticos (Macau, Goa, Damão, Diu). A escrita reflete naturalmente essas diferenças: fonéticas, lexicais (vocabulário), morfossintáticas (construção da frase/sentença) semânticas e pragmáticas.
- As diferenças ortográficas são mínimas e, após o Acordo Ortográfico de 1990, celebrado entre os países lusófonos por meio da Comunidade dos Países de Língua Portuguesa (CPLP), os sistemas ortográficos desses países fundiram-se num só, com a possibilidade de duplas grafias.[1] São geralmente casos em que acentos agudos eram empregados em Português Europeu e circunflexos em Português Brasileiro, i.e. cronómetro (PE) e cronômetro (PB), passando a ser admitidas as duas formas em todos os países.
- No que tange a diferenças lexicais (veja-se o caso de autocarro em Portugal, e ônibus no Brasil), havendo designações diferentes para uma mesma realidade, as entradas ao serem grafadas numa das formas (por exemplo, sistema operativo ou astrónomo) anulariam qualquer pesquisa feita na outra grafia (p. ex. sistema operacional ou astrônomo). Este problema pode ser resolvido desde que cada um crie uma entrada remissiva com a grafia alternativa. Ajuda se cada membro da comunidade conhecer os casos de dupla grafia ou variações lexicais, que, aliás, acontecem mesmo dentro de um mesmo país (bolacha, bexiga e farol em São Paulo; biscoito, balão e sinal respectivamente no Rio de Janeiro). Pode-se sempre colocar alguma dúvida que se tenha sobre o assunto à wiki comunidade.
- Gramaticalmente, convém sempre escrever na norma-padrão do português, a qual é comum a todos os países de língua portuguesa. Empregar um nível de discurso minimamente cuidado atenuará muitas das dificuldades que poderiam surgir.

Sobre o projeto de acordo há as remissões do IPOL, do IILP-CPLP e do Ciberdúvidas da Língua Portuguesa.
É lícito mencionar que estas particularidades que se aplicam ao português também são válidas para as línguas que se difundiram pelo globo terrestre e que passaram a ser faladas nos cinco continentes, tais como o inglês e o espanhol, nos quais se verifica a existência de fenómenos ortográficos, lexicais e gramaticais similares, sem que isto afete, entretanto, a superior unidade dessas línguas; um falante britânico compreende um americano e vice-versa, um cidadão espanhol compreende um mexicano, assim como um português entende um brasileiro e vice-versa; fá-lo com o auxílio da norma-padrão, também chamada língua padrão.
É a norma-padrão aquela que se convencionou nos países de língua portuguesa como isenta de variações diatópicas (regionais), diafásicas (de registro) e diastráticas (das camadas sociais). Não é, portanto, relacionada com a língua falada pelas camadas cultas numa determinada área geográfica, apesar de estas camadas historicamente empregarem a língua padrão - falada ou escrita - com mais frequência. Para referências da norma-padrão, podemos consultar os artigos científicos, acadêmicos, jornalísticos e históricos publicados em qualquer dos países de língua portuguesa. Finalmente, diga-se que, no futuro, a Wikipédia terá os títulos dos artigos para redirecionamento escritos de forma e incluir as diferentes possibilidades lexicais de todos os países lusófonos, maximizando a eficiência da pesquisa e trazendo mais conveniência a todos os seus utilizadores. As diferenças entre as variantes do português é um tema linguístico que esquematiza os modos em que os falantes da língua portuguesa expressam sua linguagem. (Ver Variação Linguística)
Com mais de 260 milhões de falantes, a língua portuguesa é a quinta mais falada no mundo e adotada como oficial em nove países e mais uma região administrativa, . Portanto é natural que haja alguma variação na maneira em que os falantes expressam a língua; conquanto nada que comprometa, voltamos a afirmar, a sua superior unidade.

## Diferenças ortográficas
Com o tempo, as duas principais variedades do português, o português de Portugal e o português do Brasil, divergiram ligeiramente na ortografia de algumas poucas palavras. Os representares desses países, com o fim de garantir a uniformidade da ortografia da língua, selaram acordos que foram sendo implementados em fases diferentes. Foi, no entanto, o Acordo Ortográfico de 1990 aquele que mais sucesso obteve ao integrar o modo como as palavras são escritas. Eis algumas reformas implementadas em Portugal e no Brasil:
- Reforma Ortográfica de 1911
- Formulário Ortográfico de 1943
- Acordo Ortográfico de 1945
- Reforma Ortográfica de 1971 (Brasil)
- Acordo Ortográfico de 1990

## Diferenças lexicais
Entre as diversas versões da língua portuguesa verificam-se diferenças no léxico.
O português tem duas variedades escritas (padrões ou normas) reconhecidas internacionalmente:
- O português europeu e africano (vulgo português europeu), usado por maior número de países;
- O português do Brasil, usado pela maioria dos falantes, falado no Brasil.

No Português do Brasil, existem ainda diferenças regionais, em menor grau.
A lista seguinte permite identificar algumas das palavras ou expressões que diferem consoante a norma ou versão da língua portuguesa, no que diz respeito aos dois padrões.

### Nomes de plantas e animais
| Página na Wikipédia lusófona | Português do Brasil       | Português europeu                                          | Notas e observações                                            |
| ---------------------------- | ------------------------- | ---------------------------------------------------------- | -------------------------------------------------------------- |
| ver                          | água-viva                 | alforreca                                                  | O mesmo que medusa.                                            |
| ver                          | alho-poró ou alho-francês | alho-porro ou alho-francês                                 |                                                                |
| ver                          | brócolis                  | brócolos                                                   | Embora raramente, brócolos também é usado no Brasil.           |
| ver                          | bem-te-vi                 | grande-kiskadi                                             |                                                                |
| ver                          | caqui                     | dióspiro                                                   |                                                                |
|                              | gergelim                  | sésamo                                                     |                                                                |
| ver                          | grama                     | relva (tecnicamente, grama e relva são diferentes plantas) | Espécies de plantas da família Poaceae.                        |
| ver                          | vaga-lume, pirilampo      | vaga-lume, pirilampo, luzecu                               | Coleópteros das famílias Elateridae, Fengodidae ou Lampyridae. |
| ver                          | pimentão                  | pimento                                                    |                                                                |
| ver                          | abobrinha                 | courgette                                                  |                                                                |

### Objetos
| Página na Wikipédia lusófona | Português do Brasil                                 | Português europeu                                                 | Notas e observações |
| ---------------------------- | --------------------------------------------------- | ----------------------------------------------------------------- | --- |
|                              | abridor de garrafas, sacarrolhas                    | abre-garrafas, saca-caricas, sacarrolhas                          | |
| ver                          | abridor de latas, abre-latas                        | abre-latas                                                        | |
| ver                          | aquarela                                            | aguarela                                                          | |
| ver                          | amaciante                                           | amaciador                                                         | |
| ver                          | banheiro                                            | casa de banho, quarto de banho                                    | |
| ver                          | biruta                                              | manga de vento                                                    | |
| ver                          | sunga, calção de banho                              | calção/calções de banho; fato de banho                            | |
| ver                          | caminhão                                            | camião/carrinha                                                   | |
| ver                          | carona                                              | boleia                                                            | Boleia geralmente possui um significado diferente no Brasil, o de cabine de comando de caminhões e camionetes, porém em algumas regiões possui o mesmo uso que em Portugal e na África. |
| ver                          | carro conversível                                   | carro descapotável                                                | |
|                              | carteira/carta de motorista                         | carta de condução                                                 | |
|                              | cédula/carteira de identidade (RG)                  | bilhete de identidade (BI)                                        | A sigla "RG" refere-se a "registro geral". Em Portugal o BI está a ser substituído pelo Cartão de cidadão (CC). |
|                              | ceia de Natal                                       | consoada                                                          | |
|                              | cesta de Natal                                      | cabaz de Natal                                                    | |
| ver                          | concreto                                            | betão                                                             | |
| ver                          | esparadrapo, bandeide                               | adesivo, penso-rápido, penso-higiénico                            | Quando deixado claro no contexto, adesivo também é utilizado no Brasil. |
| ver                          | favela                                              | bairro de lata, musseque ou caniço (em Angola e Moçambique)       | |
|                              | ferro de passar, ferro de engomar                   | ferro de engomar                                                  | Apesar de atualmente ser referido apenas como "ferro de passar", a expressão "ferro de engomar" ainda é utilizada no nordeste do Brasil. |
| ver                          | estrada de ferro, ferrovia                          | caminho de ferro, ferrovia                                        | |
| ver                          | fila (de pessoas)                                   | fila (de pessoas), bicha                                          | |
| ver                          | fones (de ouvido)                                   | auscultadores, auriculares, fones                                 | |
| ver                          | grampeador                                          | agrafador                                                         | |
| ver                          | apontador (de lápis)                                | afia-lápis, apara-lápis                                           | |
| ver                          | bolsa                                               | mala ou carteira                                                  | acessório de moda geralmente com alça (curta ou a tiracolo), usado por mulheres (e também por homens) e que serve para carregar diversos pequenos objetos, como dinheiro, chaves, maquiagem, cigarro, isqueiro, documentos, pente etc. |
|                              | jaqueta, blusão                                     | blusão; camisola                                                  | |
| ver                          | maiô                                                | fato de banho                                                     | |
| ver                          | mamadeira                                           | biberão                                                           | |
| ver                          | bala (doce), confeito                               | rebuçado, bombom                                                  | Bombom é como, comumente, são referidas as 'balas' no Nordeste Brasileiro |
| ver                          | metrô, metropolitano                                | metro, metropolitano                                              | |
|                              | pé de pato, nadadeiras                              | barbatanas                                                        | |
| ver                          | ônibus                                              | autocarro, machimbombo (em alguns PALOP), microlete (Timor-Leste) | |
| ver                          | perua, van, lotação                                 | carrinha, furgão                                                  | |
|                              | pistolão, ter pistolão                              | cunha, ter cunha                                                  | |
| ver                          | secretária eletrônica                               | atendedor de chamadas                                             | |
| ver                          | trem                                                | comboio                                                           | No Brasil, comboio é um agrupamento de veículos movendo-se juntos. Esse sentido também existe em Portugal, embora o seu uso seja raro. |
|                              | esterpe/estepe, pneu sobressalente, pneu de suporte | pneu sobressalente                                                | As versões sobresselente e sobressalente são válidas. |
| ver                          | vaso (sanitário), privada                           | sanita, retrete                                                   | |
| ver                          | fábrica                                             | fábrica, central                                                  | |
| ver                          | persiana, veneziana                                 | persiana, estore                                                  | |
| ver                          | vitrola, toca-discos                                | gira-discos                                                       | |
| ver                          | ventilador                                          | ventoinha, ventilador                                             | No Brasil, pequenos ventiladores usados para refrigerar mecanismos eletrônicos (por ex., placas de computador) são chamados de ventoinhas. |
| ver                          | bonde                                               | eléctrico                                                         | |
| ver                          | telefone celular                                    | telemóvel                                                         | No uso popular, brasileiros costumam se referir ao mesmo apenas como celular. |
| ver                          | geleira                                             | glaciar                                                           | Grande e espessa massa de gelo; glaciar também pode ser utilizado no Brasil, especialmente na variedade padrão. |
| ver                          | geladeira, refrigerador                             | frigorífico ou geleira (Moçambique)                               | Em Angola e Moçambique: geleira. No Brasil, frigorífico é o armazém refrigerado onde se estocam as carnes após o abate do boi. |
| ver                          | bueiro                                              | sarjeta                                                           | Sarjeta também é usado no Brasil, porém mais no sentido figurado (= situação ruim ou degradante). No Nordeste do Brasil bueiro é a chaminé de usinas, engenho de açúcar ou outras indústrias. |
| ver                          | fazenda                                             | quinta                                                            | Propriedade rural. |
| ver                          | sobrado                                             | vivenda                                                           | Tipo de casa com dois pavimentos. |
|                              | galpão, armazém                                     | armazém industrial                                                | Grande espaço para armazenamento. |
| ver                          | açougue                                             | talho                                                             | Local de venda de carne. No português europeu açougue é um arcaísmo. |
| ver                          | sebo                                                | alfarrabista                                                      | Local de venda de livros antigos ou usados. |
| ver                          | (venda no) varejo                                   | (venda a) retalho                                                 | Tipo de venda. |
| ver                          | (venda no) atacado                                  | (venda por) grosso                                                | Tipo de venda. No Nordeste do Brasil, especialmente Pernambuco usa-se grosso como atacado e seu derivado grossista como atacadista. |
| ver                          | bandejão, cantina, refeitório                       | cantina                                                           | Local de refeições. |
| ver                          | delegacia, distrito policial (DP)                   | esquadra de polícia                                               | |
| ver                          | suco (de fruta)                                     | sumo (de fruta)                                                   | No uso padrão do português brasileiro, sumo é o líquido natural extraído da fruta, a mistura com água e açúcar é o suco, porém no uso cotidiano de muitas regiões sumo é substituído por suco e suco é substituído por refresco. |
| ver                          | pedágio                                             | portagem                                                          | |
| ver                          | Volkswagen Fusca                                    | Volkswagen Carocha                                                | Modelo de automóvel. |
| ver                          | freio, breque                                       | travão                                                            | |
| ver                          | cadarço                                             | atacador, cordão                                                  | Cordel para sapatos. |
| ver                          | zíper, fecho ecler                                  | fecho de correr, fecho éclair                                     | Em Portugal éclair lê-se eclér, conservando assim a ortografia francesa. No uso informal do português brasileiro, fecho ecler é geralmente pronunciado, e por vezes erroneamente escrito, "fechecler" (isto gera confusão, pois deletamento da última vogal antes de palavras que começam em vogal pode ser até mesmo considerado padrão no português europeu, no qual poucas pessoas falando cuidadosamente não o fazem, mas raro mesmo na variedade informal no português brasileiro – no uso formal desta variedade linguística, a pronúncia seria sempre AFI: [feʃw eˈklɛʁ], pronunciando-se o "o" como um "u" em semivogal). |
| ver                          | reunião de cúpula                                   | cimeira                                                           | |
| ver                          | totó, pebolim, pacau, botão ou fla-flu              | matraquilhos                                                      | O mesmo que futebol de mesa. |
| ver                          | café da manhã, desjejum                             | pequeno-almoço, desjejum, matabicho (em Angola e Moçambique)      | No Brasil também referido pela forma simples café, apesar de este termo também aplicar-se à bebida e a lanches vespertinos. |

### Profissões ou atividades humanas similares
| Página na Wikipédia lusófona | Português do Brasil                 | Português europeu                              | Notas e observações |
| ---------------------------- | ----------------------------------- | ---------------------------------------------- | --- |
| ver                          | aeromoço(a), comissário(a) de bordo | comissário(a) de bordo, hospedeiro(a) de bordo | |
| ver                          | boia-fria                           | assalariado rural                              | |
| ver                          | diretor (de cinema) cineasta        | realizador, cineasta                           | |
|                              | frentista                           | gasolineiro                                    | Em Portugal, também pode-se usar o termo empregado de bomba de gasolina.                                               |
|                              | inquilino, locatário                | inquilino, arrendatário                        | |
| ver                          | síndico                             | administrador de condomínio                    | |
| ver                          | tecladista                          | teclista                                       | |
| ver                          | zelador                             | porteiro                                       | No Brasil zelador é aquele que presta manutenção no edifício, já porteiro é aquele que atende a portaria.              |
| ver                          | continuísta continuidade            | anotador anotação                              | No Brasil, anotação é sinônimo de observação.                                                                          |
| ver                          | aposentadoria, reforma              | reforma                                        | No Brasil, reforma se refere apenas à condição dos militares que não estão mais no serviço ativo e deixaram a reserva. |

### Vocabulário desportivo
| Página na Wikipédia lusófona | Português do Brasil   | Português europeu | Notas e observações |
| ---------------------------- | --------------------- | ----------------- | --- |
| ver                          | equipe                | equipa            | |
| ver                          | esporte               | desporto          | No Brasil desporto também é usado, embora raramente. É mais comum ver variações em nomes de clubes (vide Associação Desportiva São Caetano e Desportiva Ferroviária). |
| ver                          | gol                   | golo              | No Brasil, tecnicamente o plural de gol deveria ser góis, mas na realidade usa-se gols, pronunciando-se AFI: [ˈgows].                                                 |
| ver                          | goleiro               | guarda-redes      | |
| ver                          | zagueiro              | defesa            | |
| ver                          | atacante              | avançado          | |
| ver                          | volante               | médio             | |
| ver                          | time, equipe          | clube, equipa     | |
| ver                          | boliche               | bowling, boliche  | Em Portugal, o termo correto é boliche, porém na prática, o anglicismo é de uso mais frequente, encontrando-se já aportuguesada como bólingue.                        |
| ver                          | cobrança de escanteio | pontapé de canto  | |
| ver                          | tiro de meta          | pontapé de baliza | |
| ver                          | gol-contra            | autogolo          | |
| ver                          | handbol, handebol     | andebol           | No Brasil, comumente pronunciando-se AFI: [ʁẽdʒiˈbɔw]. |
| ver                          | rúgbi, rugby          | râguebi, rugby    | No Brasil, comumente pronunciando-se AFI: [ˈʁugibi]. |
| ver                          | impedimento           | fora de jogo      | |

### Ciência e tecnologia
| Página na Wikipédia lusófona | Português do Brasil                                            | Português europeu                                          | Notas e observações |
| ---------------------------- | -------------------------------------------------------------- | ---------------------------------------------------------- | --- |
| ver                          | arquivo (de computador)                                        | ficheiro (de computador)                                   | Em Portugal, arquivo costuma designar um ficheiro comprimido destinado a conter outros ficheiros (ex: .zip ou .rar).                 |
| ver                          | disco rígido, HD                                               | disco duro, disco rígido                                   | |
| ver                          | sistema operacional                                            | sistema operativo                                          | |
| ver                          | geodésia                                                       | geodesia                                                   | |
| ver                          | sensoriamento remoto                                           | detecção remota                                            | |
| ver                          | isopor                                                         | esferovite                                                 | O mesmo que poliestireno. |
| ver                          | mouse                                                          | rato                                                       | Pronounciado AFI: [ˈmawzi] |
| ver                          | laptop, notebook                                               | computador portátil, portátil                              | |
| ver                          | tela                                                           | ecrã                                                       | |
| ver                          | console de videogame, videogame                                | consola (de videojogos), videoconsola                      | No Brasil, o termo videogame, que tecnicamente é utilizado para os jogos em si, é amplamente empregado para referir-se aos consoles. |
| ver                          | Nitrogênio                                                     | Azoto, nitrogénio                                          | |
| ver                          | conexão, conectar                                              | ligação, ligar                                             | No Brasil, ligação é sinônimo de chamada telefônica.                                                                                 |
| ver                          | controle remoto                                                | controlo remoto, telecomando, comando à distância, comando | |
| ver                          | caixa eletrônico terminal bancário terminal de autoatendimento | caixa automático, caixa multibanco, multicaixa             | |
| ver                          | telecine                                                       | telecinema ou telecinematógrafo                            | No Brasil, Telecine hoje é um grupo de canais de TV por assinatura que exibe filmes do cinema.                                       |
| ver                          | impressora                                                     | dispositivo de impressão                                   | |
| ver                          | placa de vídeo                                                 | placa ou aceleradora gráfica                               | |
| ver                          | configuração                                                   | definição                                                  | No Brasil, definição é usado com sentido de acepção de palavra.                                                                      |
| ver                          | padrão                                                         | predefinido                                                | |
| ver                          | controle dos pais controle parental                            | restrição de acesso, controlo parental                     | |
| ver                          | senha                                                          | palavra-passe, contrassenha, senha                         | Em Portugal, quotidianamente diz-se passe para se referir a palavra-passe.                                                           |
| ver                          | usuário                                                        | utilizador                                                 | |

### Topônimos e gentílicos
| Página na Wikipédia lusófona | Português do Brasil | Português europeu | Notas e observações                                                                   |
| ---------------------------- | --- | --- | ------------------------------------------------------------------------------------- |
| ver                          | Armênia Myanmar Eslovênia Estônia Iêmen Letônia Macedônia do Norte Madagascar Mônaco Montevidéu Polônia Quênia Romênia Tanzânia | Arménia Mianmar Eslovénia Estónia Iémen Letónia Macedónia do Norte Madagáscar Mónaco Montevidéu Polónia Quénia Roménia Tanzânia, Tanzania (nos PALOP) | Acentuação distinta.                                                                  |
| ver                          | Amsterdã | Amsterdão, Amesterdão |                                                                                       |
| ver                          | Copenhague | Copenhaga |                                                                                       |
| ver                          | Camboja | Camboia |                                                                                       |
| ver                          | canadense | canadiano | Natural do Canadá.                                                                    |
| ver                          | Caribe | Caraíbas |                                                                                       |
| ver                          | Djibuti | Jibuti |                                                                                       |
| ver                          | Irã | Irão |                                                                                       |
| ver                          | Helsinque | Helsínquia |                                                                                       |
| ver                          | Madri | Madrid |                                                                                       |
| ver                          | Maurício | Maurícia, Maurícias |                                                                                       |
| ver                          | Moscou | Moscovo |                                                                                       |
| ver                          | Sumatra, Samatra | Sumatra |                                                                                       |
| ver                          | Svalbard | Esvalbarde,Esvalbarda |                                                                                       |
| ver                          | Panamenho, Panamense | Panamiano | Natural do Panamá.                                                                    |
| ver                          | polonês, polaco | polaco | Natural da Polónia/Polônia. Alguns brasileiros entendem "polaco" como injúria étnica. |
| ver                          | Teerã | Teerão |                                                                                       |
| ver                          | Vietnã | Vietname |                                                                                       |

### Verbos
| Página na Wikipédia lusófona | Português do Brasil                   | Português europeu       | Notas e observações                                                                   |
| ---------------------------- | ------------------------------------- | ----------------------- | ------------------------------------------------------------------------------------- |
|                              | aterrissar aterrissagem               | aterrar aterragem       | No Brasil, aterrar é usado com sentido de preencher uma área com terra.               |
| ver                          | decolar decolagem                     | descolar descolagem     | No Brasil, descolar é usado com sentido de remover objeto colado com adesivo ou cola. |
| ver                          | dublar dublagem                       | dobrar dobragem         | No Brasil, dobragem é sinônimo de dobradura (arte com papel).                         |
| ver                          | planejar planejamento                 | planear planeamento     |                                                                                       |
| ver                          | gerenciar gerenciamento               | gerir gestão            | no sentido de administração de empresas, gestão também é usado no Brasil.             |
|                              | amarrar o cadarço                     | atar/apertar o atacador | ver cadarço                                                                           |
|                              | salvar (arquivo de computador)/gravar | guardar/gravar          |                                                                                       |
| ver                          | inicializar, inicialização            | arrancar, arranque      | no sentido de tirar com força, arrancar também é usado no Brasil.                     |

### Gramática e literatura
| Página na Wikipédia lusófona | Português brasileiro            | Português europeu                     | Observações                                                     |
| ---------------------------- | ------------------------------- | ------------------------------------- | --------------------------------------------------------------- |
| ver                          | mesóclise                       | tmese                                 |                                                                 |
| ver                          | hipérbole (figura de linguagem) | auxese                                | No sentido de seção cônica, hipérbole também é usado no Brasil. |
| ver                          | metonímia                       | transnominação                        |                                                                 |
| ver                          | prosopopeia / personificação    | prosopeia / propeia                   |                                                                 |
| ver                          | pronome adjetivo                | adjetivo determinativo / determinante | No Brasil, determinante é usado na matemática e geometria.      |
| ver                          | pronome substantivo             | pronome absoluto                      |                                                                 |

### Política e economia
| Página na Wikipédia lusófona | Português brasileiro | Português europeu                               | Observações                                                                       |
| ---------------------------- | -------------------- | ----------------------------------------------- | --------------------------------------------------------------------------------- |
| ver                          | contabilidade        | contabilística                                  |                                                                                   |
| ver                          | loteria              | lotaria                                         |                                                                                   |
| ver                          | propina              | corrupção                                       | No Brasil, propina é um dinheiro oferecido de forma ilícita em atos de corrupção. |
| ver                          | indenização          | indemnização                                    | Ortografia distinta.                                                              |
| ver                          | comitê               | comité                                          | Acentuação distinta.                                                              |
| ver                          | valor mobiliário     | título financeiro                               |                                                                                   |
| ver                          | estado mínimo        | estado minarquista                              |                                                                                   |
| ver                          | estatismo            | estadismo                                       |                                                                                   |
| ver                          | unipartidarismo      | sistema unipartidário, sistema de partido único |                                                                                   |
| ver                          | coalizão, coligação  | coligação                                       |                                                                                   |

### Religião
| Página na Wikipédia lusófona | Português brasileiro               | Português europeu                                | Observações |
| ---------------------------- | ---------------------------------- | ------------------------------------------------ | --- |
| ver                          | missa                              | celebração de eucaristia, missa                  | |
| ver                          | liturgia das horas                 | ofício divino                                    | |
| ver                          | rosário                            | terço de devoção ou hiperdulia, rosário          | |
| ver                          | via sacra                          | via-Crúcis, via sacra                            | |
| ver                          | ladainha                           | litania                                          | No Brasil e em Portugal, ladainha também é usado como gíria para indicar uma fala cansativa por ser repetitiva e longa. |
| ver                          | confissão / penitência             | reconciliação / sacramento de perdão / confissão | No Brasil e em Portugal, confissão também é usado no direito.                                                           |
| ver                          | vigília pascal / vigília de páscoa | grande vigília                                   | |
| ver                          | Sábado Santo Sábado de Aleluia     | Véspera da Páscoa Sábado Negro                   | Derivado do Shabat hebraico.                                                                                            |
| ver                          | ministério de Jesus                | vida pública de Jesus                            | |

### Matemática, geografia, história, física, química e biologia
| Página na Wikipédia lusófona | Português brasileiro                | Português europeu                            | Observações |
| ---------------------------- | ----------------------------------- | -------------------------------------------- | --- |
| ver                          | potenciação                         | exponenciação                                | |
| ver                          | Aritmética                          | Arimética                                    | |
| ver                          | bissetriz                           | bissectriz                                   | |
| ver                          | sistema de equações lineares        | conjunto finito de pares ordenados           | No Brasil, é muito usada a expressão abreviada 'sistema linear'. |
| ver                          | Idade Média, Medievo                | período medieval, Idade Média                | |
| ver                          | Reforma Protestante                 | reforma luterana                             | |
| ver                          | Contrarreforma                      | reforma católica                             | |
| ver                          | Islã                                | Islão                                        | |
| ver                          | umidade                             | humidade                                     | |
| ver                          | relevo                              | endogenia / exogenia                         | |
| ver                          | extrativismo                        | atividade extrativa                          | |
| ver                          | elétron férmion bóson hádron        | eletrão fermião bosão hadrão                 | Acentuação distinta. |
| ver                          | elétron férmion bóson hádron        | eletrão fermião bosão hadrão                 | Acentuação distinta. |
| ver                          | elétron férmion bóson hádron        | eletrão fermião bosão hadrão                 | Acentuação distinta. |
| ver                          | elétron férmion bóson hádron        | eletrão fermião bosão hadrão                 | Acentuação distinta. |
| ver                          | cálculo estequiométrico             | estequiometria                               | |
| ver                          | radioatividade                      | radiatividade                                | |
| ver                          | raios X                             | raios Roentgen, raios X                      | |
| ver                          | ciclo diplobionte                   | ciclo alternante                             | |
| ver                          | bipartição ou divisão binária       | cissiparidade, bipartição ou divisão binária | |
| ver                          | brotamento ou gemulação             | gemiparidade ou gemulação                    | |
| ver                          | gêmeo xifópago ou siamês            | gémeo conjugado ou siamês                    | No Brasil, é comum a pronúncia xipófago, pela troca do F da terceira sílaba para a segunda. |
| ver                          | nomenclatura binomial ou científica | nomenclatura binária                         | |
| ver                          | cladística                          | sistemática filogenética                     | |
| ver                          | zootaxonomia                        | zootaxia, zootaxonomia                       | |
| ver                          | Tireoide                            | Tiroide                                      | |
| ver                          | Bilhão                              | Bilião                                       | Devido à diferença dos sistemas de numeração utilizados no Brasil e em Portugal, este termo é utilizado para referir quantidades diferentes nos dois países: no Brasil, 1 Bilhão = 10^9 = 1 000 000 000; em Portugal, 1 Bilião = 10^12 = 1 000 000 000 000. |
| ver                          | Próton                              | Protão                                       | |
| ver                          | Elétron                             | Eletrão                                      | |
| ver                          | Nêutron                             | Neutrão                                      | |

## Comparativo de uso de estrangeirismos
Abaixo está um comparativo de uso de estrangeirismos nas variedades do português, ou seja, uma lista que compara o uso de palavras e siglas estrangeiras, referenciado como estrangeirismo, nas diferentes versões da língua portuguesa. Abaixo, os estrangeirismos foram destacados em itálico.[carece de fontes?]
| Português brasileiro  | Português europeu     |
| --------------------- | --------------------- |
| Cooper                | Jogging               |
| HIV                   | VIH                   |
| AIDS                  | SIDA                  |
| DNA                   | ADN                   |
| RNA                   | ARN                   |
| Band-Aid              | Penso-rápido          |
| Camiseta              | T-shirt               |
| Game show             | Concurso de televisão |
| Jeans                 | Calças de ganga       |
| Jet ski               | Mota de água          |
| Laptop, Notebook      | Computador portátil   |
| Mouse                 | Rato (informática)    |
| OTAN                  | NATO                  |
| Playground, parquinho | Parque infantil       |
| Videogame             | Videojogo             |
| Webcam                | Câmara web            |
| Boliche               | Bowling               |
| Cross country         | Corrida a corta-mato  |
| Aberto da Austrália   | Open da Austrália     |
| Blecaute              | Blackout              |
| Roubo de carro        | Carjacking            |
| Micro-ônibus          | Minibus               |